# Деррмошель
Деррмошель (нім. Dörrmoschel) — громада в Німеччині, розташована в землі Рейнланд-Пфальц. Входить до складу району Доннерсберг. Складова частина об'єднання громад Роккенгаузен.
Площа — 2,88 км2. Населення становить 150 ос. (станом на 31 грудня 2020).